# Mysateles meridionalis
Mysateles meridionalis és una espècie de mamífer rosegador de la família de les huties. És endèmica de l'illa de la Juventud (Cuba), on es refugia entre plantes enfiladisses. El seu hàbitat natural són els boscos de plana. Està amenaçada per la caça il·legal i la presència d'espècies introduïdes com ara gats i rates.
El seu nom específic, meridionalis, significa «meridional».